# 大阪市立加美中学校
大阪市立加美中学校（おおさかしりつ かみちゅうがっこう）は、大阪府大阪市平野区にある公立中学校。

## 概要
周辺は工場や団地の他に、旭神社、正覚寺など歴史的建築物も多い。
校区に在日韓国・朝鮮人をはじめとした在日外国人が多く居住しているため、在日外国人問題を中心とした人権教育に力を入れている。

## 沿革
- 1947年4月1日 - 大阪府中河内郡加美村立加美中学校として、現在地に創立。
- 1955年4月3日 - 加美村の大阪市への編入に伴い、大阪市立加美中学校と改称。
- 1959年5月14日 - 講堂兼体育館竣工
- 1962年7月17日 - プール完工
- 1977年4月1日 - 大阪市立加美南中学校を分離
- 1986年3月31日 - 技術室完成
- 1986年8月12日 - プール移築
- 1991年10月31日 - パソコン室設置
- 1995年11月4日 - 新体育館竣工、記念式典挙行
- 1997年11月15日 - 創立50周年記念式典挙行
- 2004年9月30日 - 東館耐震補強工事
- 2005年3月31日 - エレベーター設置
- 2007年 - 創立60周年。本館一部耐震補強工事

## 通学区域
- 大阪市立加美小学校と大阪市立加美北小学校の通学区域

## 出身者
- 久本雅美（お笑いタレント）
- 木下雄介（プロ野球・中日ドラゴンズ）
- 松井佑介（プロ野球・オリックス・バファローズ）
- 山口航輝（プロ野球・千葉ロッテマリーンズ）

## 交通
- 関西本線（大和路線） 加美駅西800m